# Koezminki
Koezminki (Russisch: Кузьминки uitspraakⓘ) is een station aan de Tagansko-Krasnopresnenskaja-lijn van de Moskouse metro.

## Geschiedenis
Het station werd geopend op 31 december 1966 als onderdeel van de Zjadanovsko-radius, het initiële deel van lijn 7. Het eerste plan voor lijn 7 uit 1938 kende een tracé onder de Rjazanski Prospekt, de gebouwde Zjadonovsko-radius loopt echter onder de Volgogradsi Prospekt en buigt pas ten oosten van Koezminki af naar de Rjazanski Prospekt. Hierdoor werd niet het industriegebied aan de Rjazanski Prospekt maar zuidelijker gelegen woonwijken op de metro aangesloten. Het betreffende industriegebied zal door de Nekrasovskaja-lijn alsnog een aansluiting op de metro krijgen. Koezminki is chronologisch het 80e metrostation van Moskou, het stationsnummer 112 komt uit 1995 toen alle stations een nummer hebben gekregen volgens de ligging langs de lijn waarbij begonnen is met lijn 1 en daarna bij volgende lijnen is doorgenummerd.

## Ligging en inrichting
Het station heeft zowel aan het westeinde als aan het oosteinde van het perron een aansluiting op een voetgangerstunnel onder de Volgogradski Prospekt. De oostelijke tunnel heeft toegangen aan weerszijden van de Volgogradski Prospekt bij de kruising met de Zelenodolskajastraat. De westelijke tunnel heeft eveneens toegangen aan weerszijden van de Volgogradski Prospekt, de noordelijke op de hoek met de Zjigoelevskajastraat, de zuidelijke op de hoek met de Maarschalk Tsjoekovstraat. Het ondiep gelegen zuilenstation is een zogeheten duizendpoot op 8 meter diepte. De architecten L.A. Sjagoerina en M.N. Kornejeva en constructeur N.A. Sjmitova plaatsen de zuilen in twee rijen van veertig met een onderlinge afstand van 4 meter. De zuilen zijn bekleed met wit marmer en het perron bestaat uit grijs en rood graniet. Onder het perron is een opslagruimte die met een diensttrap bereikbaar is. Zoals in de jaren 60 van de twintigste eeuw gebruikelijk werden de tunnelwanden betegeld, in dit geval met crème en roodbruine tegels. Als versiering werden bas-reliëfs met fauna motieven, van de hand van kunstenaar G.G. Derviz, aangebracht. In 2008 vond groot onderhoud plaats waarbij de betegeling werd vervangen door geschilderde aluminium strips en de bas-reliëfs werden gerestaureerd.

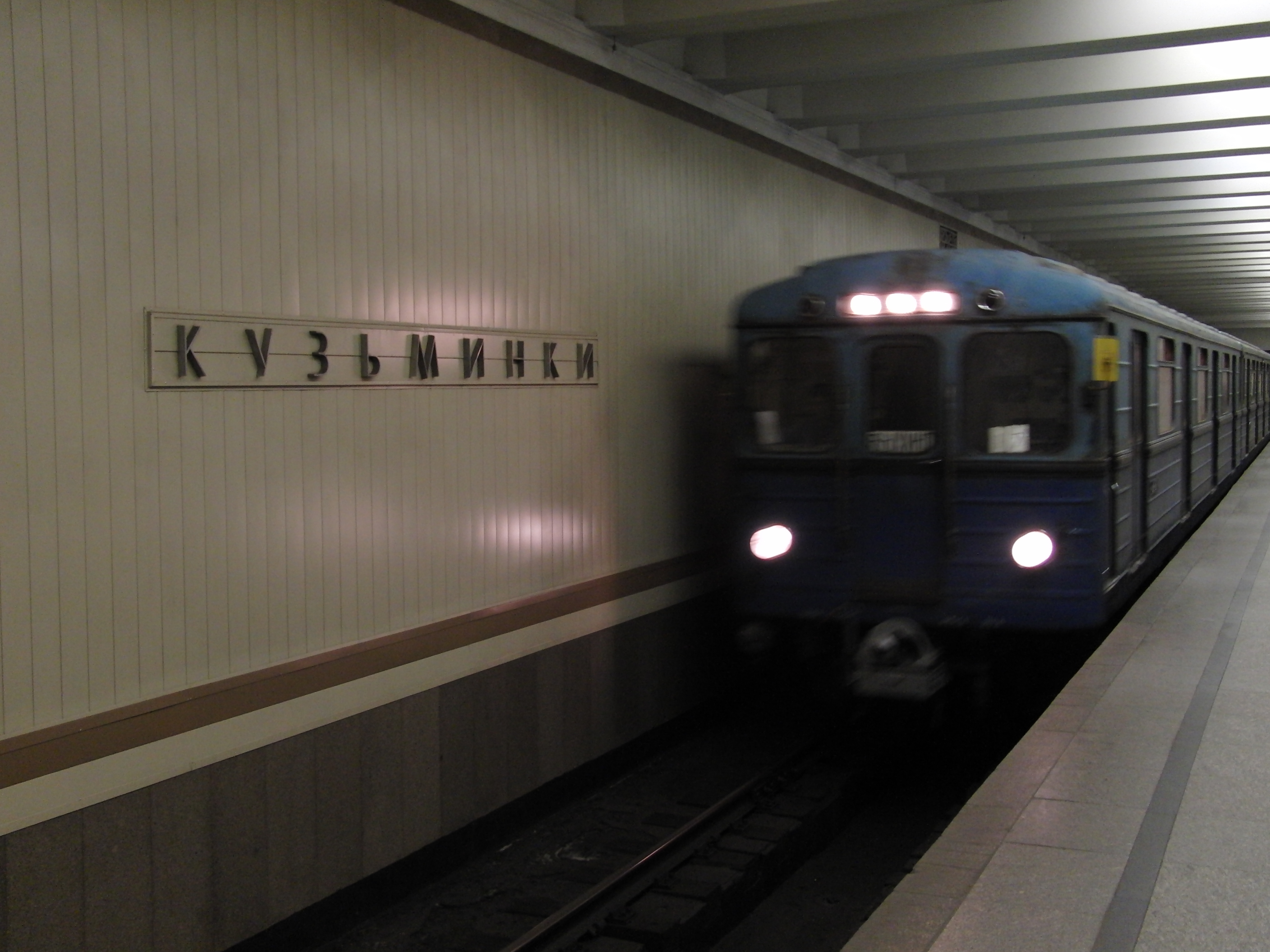
Een metrotrein bij de stationsnaam
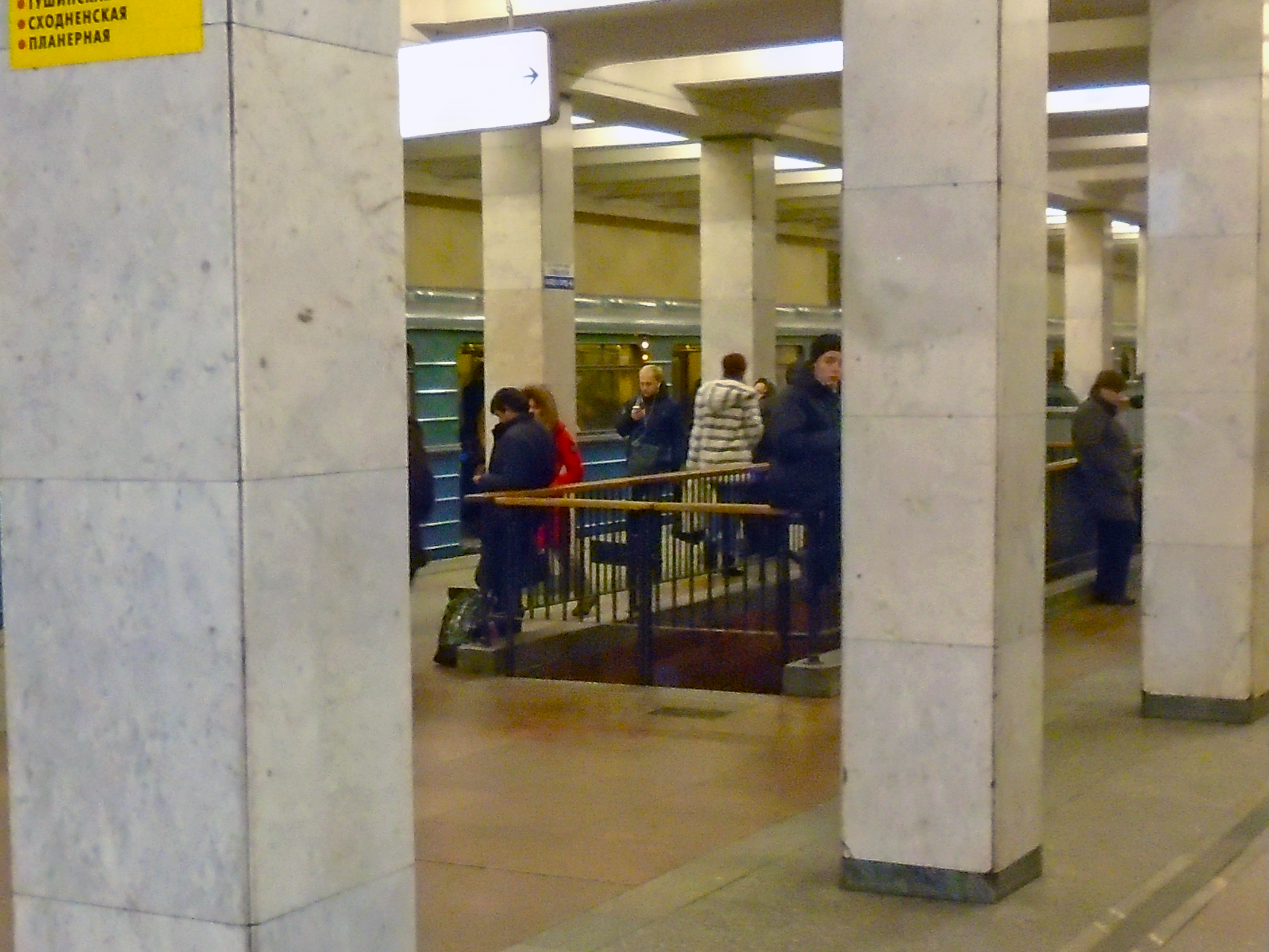
De diensttrap naar de opslagruimte onder het perron
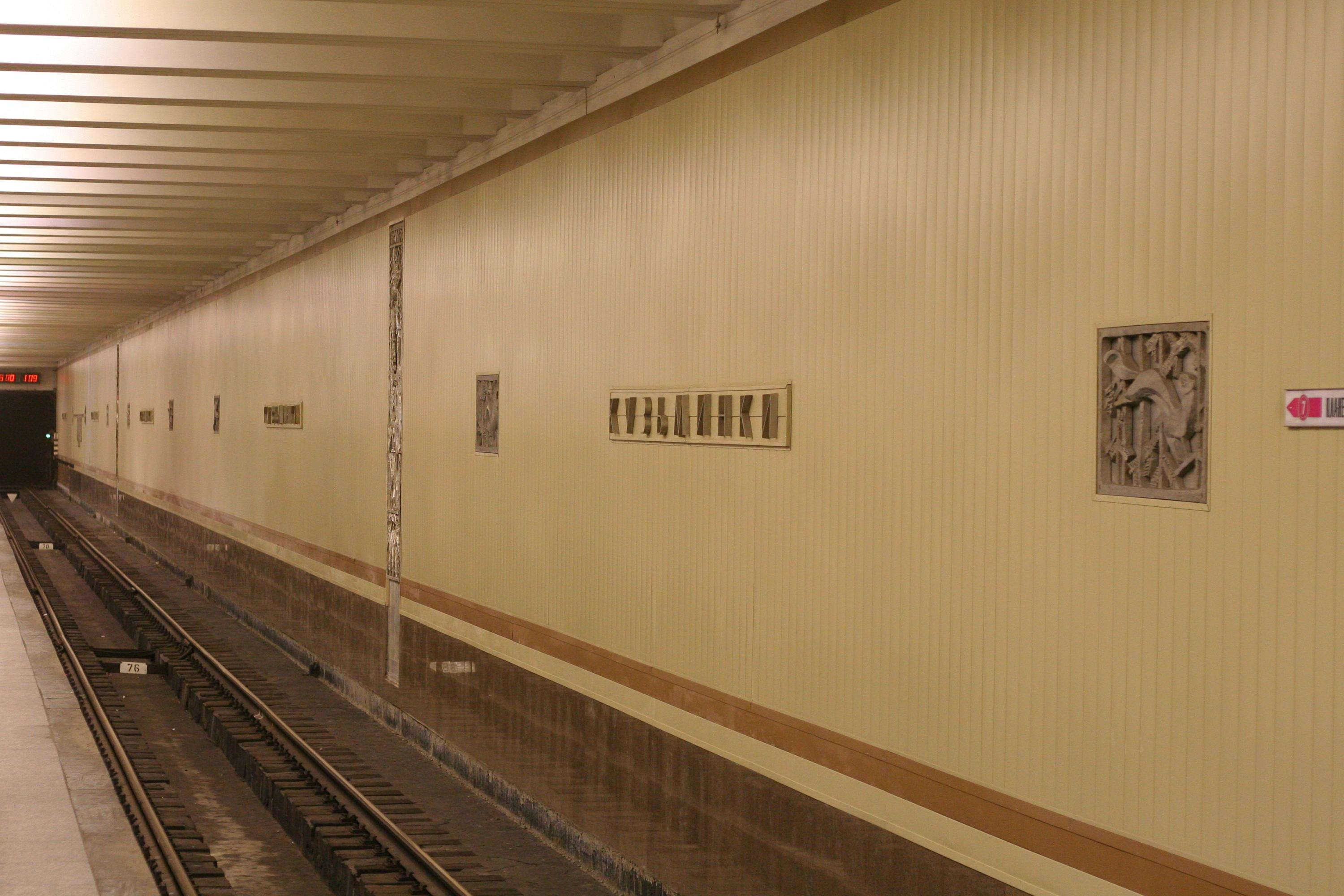
De tunnelwand met de bas-reliëfs na het groot onderhoud

## Reizigersverkeer
In maart 2002 werden 116.100 reizigers per dag geteld waarmee het een van de drukste metrostations van Moskou is. Om deze drukte in de ochtendspits het hoofd te bieden werden tot medio 2017 lege treinen vanuit het depot naar Koezminki gereden zonder bij Vychino en Rjazanski Prospekt te stoppen. De Nekrasovskaja-lijn (lijn 15) moet leiden tot ontlasting van de Zjadanovsko-radius. De eerste metro richting het centrum vertrekt om 5:38 uur, naar het zuiden op even dagen om 6:05 uur en op oneven dagen doordeweeks om 6:02 uur en in het weekeinde om 6:03 uur.